# بلیک (کنتاکی)
بلیک (به انگلیسی: Blake) یک منطقهٔ مسکونی در ایالات متحده آمریکا است که در شهرستان آوسلی، کنتاکی واقع شده‌است. بلیک ۲۵۰٫۸۵ متر بالاتر از سطح دریا واقع شده‌است.